# Zao Wou-Ki
Zao Wou-Ki (Pechino, 13 febbraio 1920 – Nyon, 9 aprile 2013) è stato un pittore e insegnante cinese naturalizzato francese.

## Biografia
Docente alla Scuola di belle arti di Hangzhou fino al 1947, nel 1948 si trasferì a Parigi, dove prese parte nel 1950 al Salon de Mai.
Inizialmente influenzato da Paul Klee, ritornò poi ai temi della pittura cinese classica.